# Ivănești
Ivănești es una comuna ubicada en el distrito de Vaslui, Rumania.

## Superficie
Posee una superficie de 81,86 kilómetros cuadrados.

## Demografía
Hasta 2021 la población era de 3857 habitantes, con una densidad de población de 47,12 habitantes por kilómetro cuadrado.